# Spilimbergo
Spilimbergo (Friulisch: Spilimberc) is een gemeente in de Italiaanse provincie Pordenone (regio Friuli-Venezia Giulia) en telt 11.635 inwoners (31-12-2004). De oppervlakte bedraagt 72,5 km², de bevolkingsdichtheid is 154 inwoners per km².
De volgende frazioni maken deel uit van de gemeente: Barbeano, Baseglia, Gaio, Gradisca, Istrago, Tauriano, Vacile.

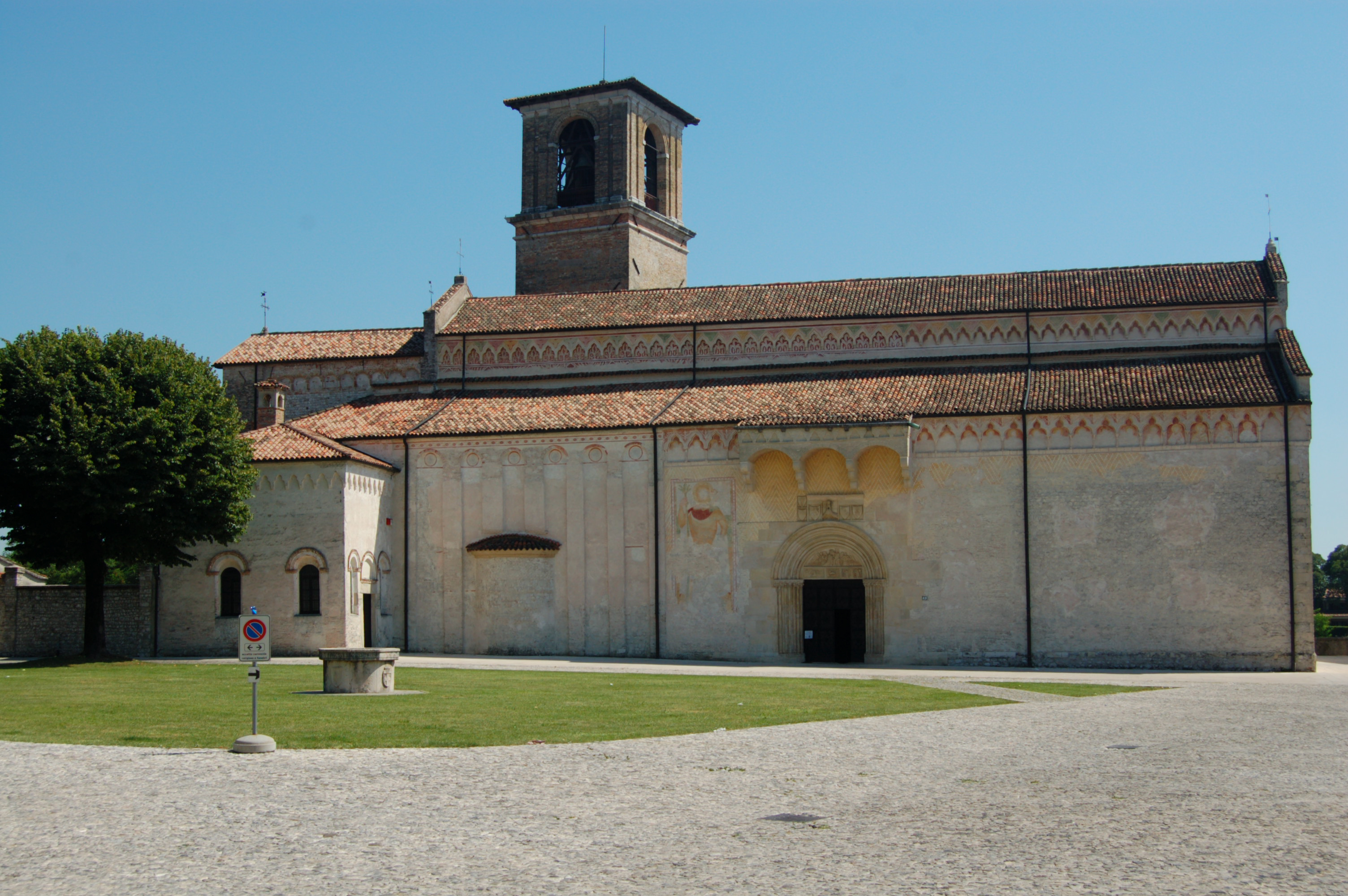
Domkerk van Spilimbergo
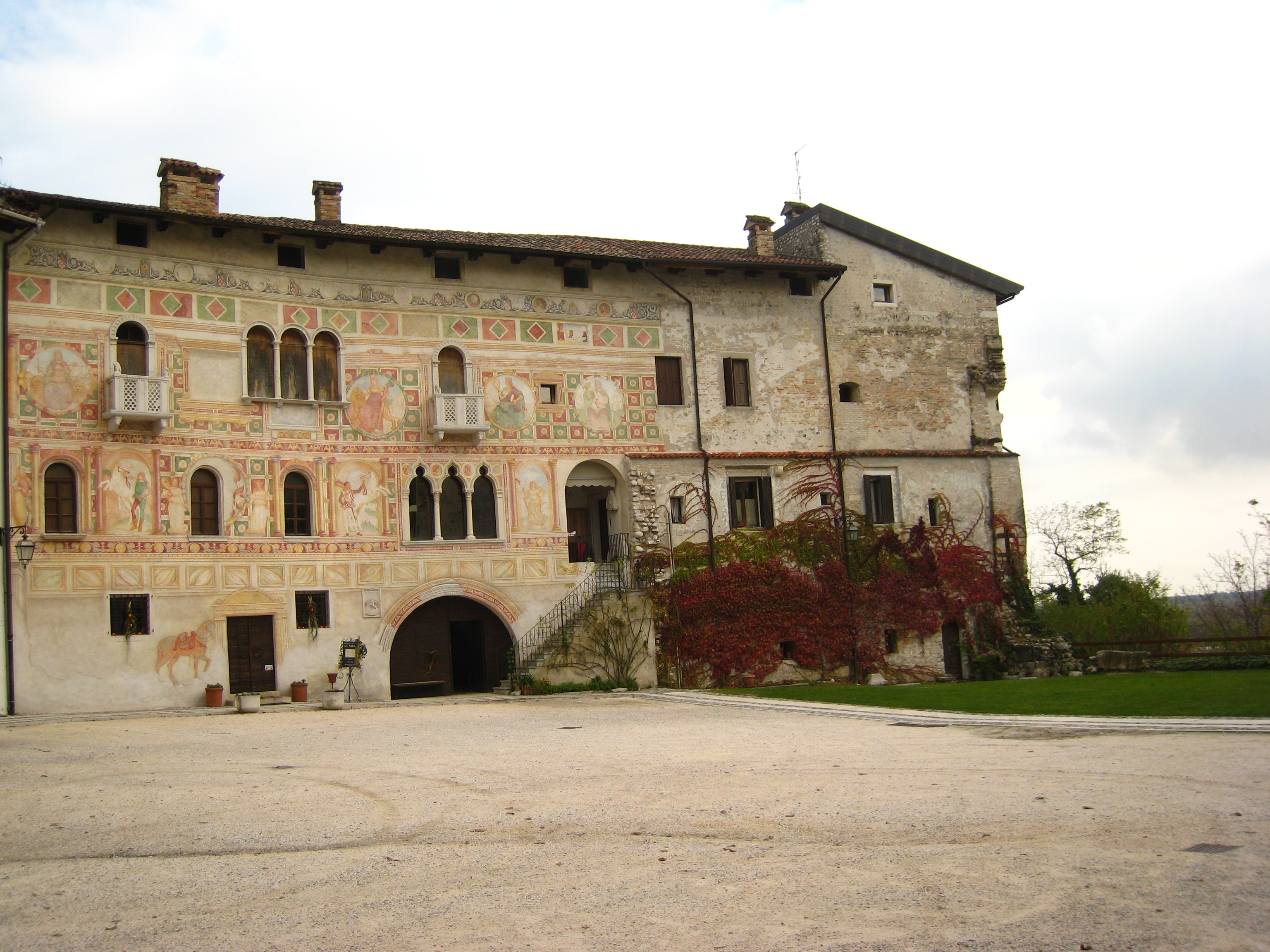
Kasteel van Spilimbergo
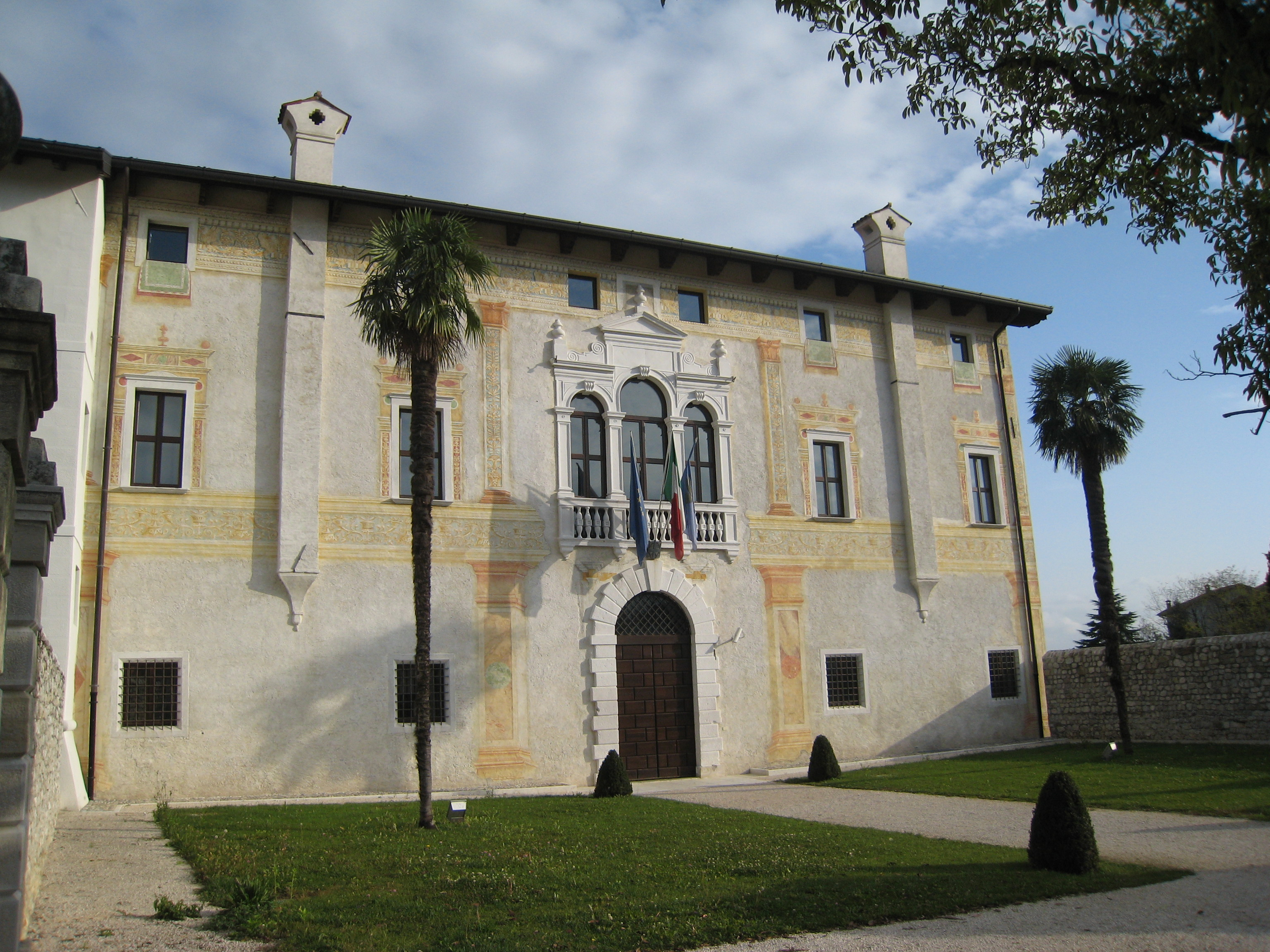
Palazzo di Sopra

## Demografie
Spilimbergo telt ongeveer 4867 huishoudens. Het aantal inwoners steeg in de periode 1991-2001 met 0,2% volgens cijfers uit de tienjaarlijkse volkstellingen van ISTAT.
| Jaar | Inwoneraantal |
| ---- | ------------- |
| 1991 | 11.068        |
| 2001 | 11.087        |

## Geografie
De gemeente ligt op ongeveer 132 m boven zeeniveau. Spilimbergo grenst aan de volgende gemeenten: Arba, Dignano (UD), Flaibano (UD), Pinzano al Tagliamento, San Daniele del Friuli (UD), San Giorgio della Richinvelda, Sequals, Vivaro.

## Geboren
- Irene di Spilimbergo (1538-1559), kunstschilderes
- Nada Cristofoli (1971), wielrenster